# Thismia iguassuensis
Thismia iguassuensis är en enhjärtbladig växtart som först beskrevs av John Miers, och fick sitt nu gällande namn av Johannes Eugen ius Bülow Warming. Thismia iguassuensis ingår i släktet Thismia och familjen Burmanniaceae. Inga underarter finns listade i Catalogue of Life.